# Humphrey Campbell

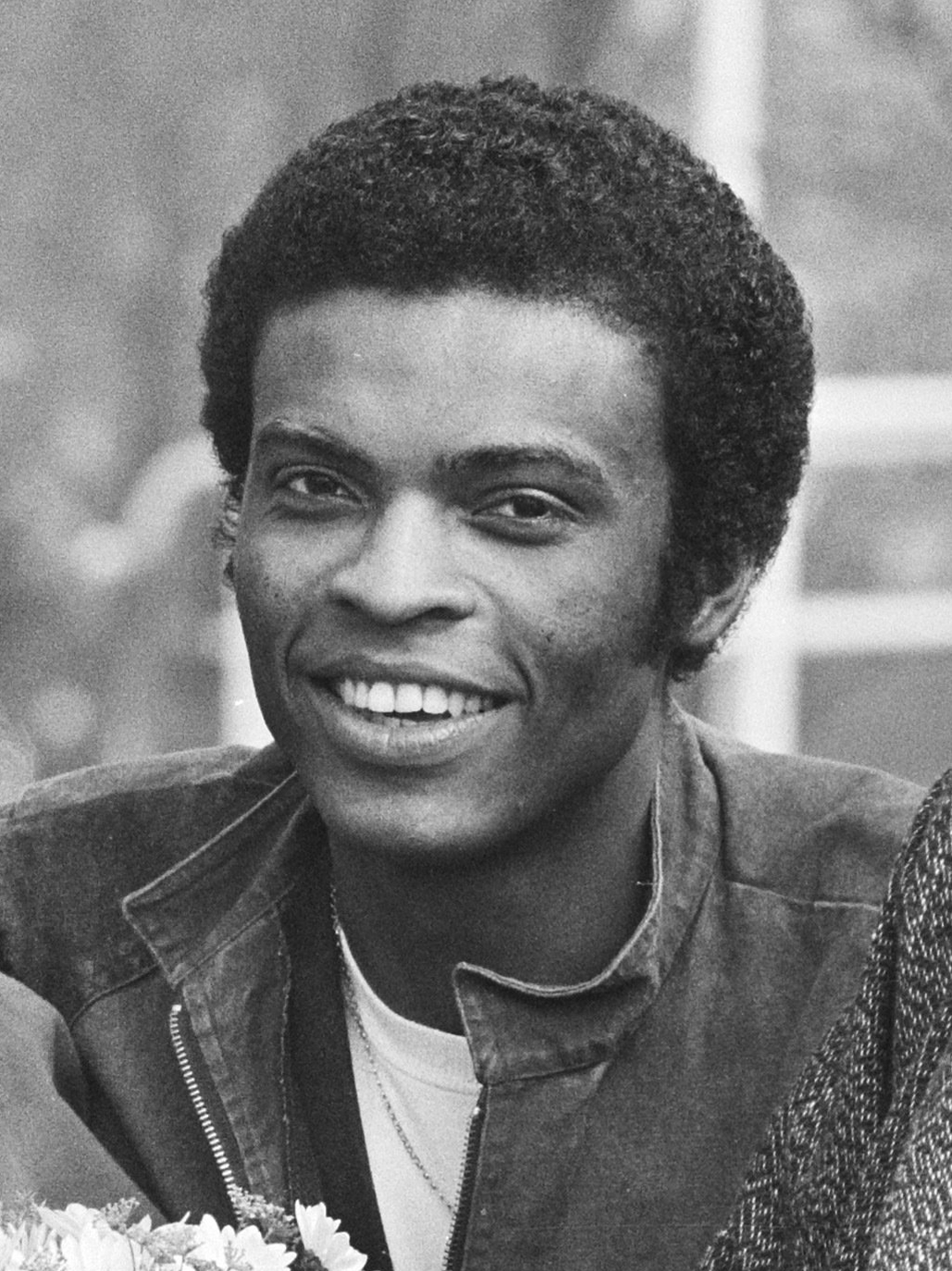
Humphrey Campbell (1984)

Humphrey Campbell (* 28. Februar 1958 in Moengo, Suriname; † 25. März 2024 in Dronten) war ein niederländischer Sänger und Musikproduzent. Sein größter Erfolg war Wijs me de weg aus dem Jahr 1992. 

## Biografie
Campbell wurde 1958 in Suriname geboren. Dort gewann er 1973 einen Musikwettbewerb, dem als Preis eine Tournee durch Europa folgte. Er blieb daraufhin in den Niederlanden (die bis 1975 Kolonialmacht in Suriname waren), wo er 1975 das Lied I Really Love You veröffentlichte. Bis 1980 folgten weitere Lieder. 
Ab 1982 studierte er am Konservatorium in Hilversum. Dabei war sein Hauptfach Gesang, als Nebenfach belegte er Klavier. 1989 wirkte er im Musical A Night at the Cotton Club mit, unter anderem mit seiner späteren Frau Ruth Jacott und mit Denise Jannah. 1992 nahm er mit Erfolg am Nationaal Songfestival teil, der niederländischen Vorentscheidung zum Eurovision Song Contest 1992. Mit dem Lied Wijs me de weg (Zeig’ mir den Weg, geschrieben von Edwin Schimscheiner) gewann er mit sechs Punkten Vorsprung auf die Sängerin Laura Vlasblom. Damit war er der niederländische Vertreter beim Wettbewerb, bei dem er den neunten Rang erreichte. Sowohl beim nationalen wie auch dem internationalen Finale trat er dabei mit seinen Brüdern Carlo und Ben sowie dem Komponisten Edwin Schimscheiner am Akkordeon auf. Im Folgejahr begleitete er Ruth Jacott beim Eurovision Song Contest 1993.
Wijs me de weg blieb sein erfolgreichstes Lied, weitere Titel konnten sich nicht in den niederländischen Charts platzieren. Zusammen mit seinen Brüdern Carlo und Charles bildete er ab 1997 (nachdem er sich in den Jahren zuvor vor allem als Produzent hervorgetan hatte) für kurze Zeit die Gruppe C.C. Campbell. Es wurde ein Album – Souls in Harmony – veröffentlicht, das sich aber nicht in den Hitparaden platzieren konnte. Auch die Singles My Girl und Spread the News konnten die Charts nicht erreichen.
Humphrey Campbel hatte eine langjährige Beziehung mit Ruth Jacott, die 2011 endete. Er ist der Onkel der Sängerin Raffaëlla Paton, die 2005 die dritte Staffel von Idols, dem niederländischen Pendant zu Deutschland sucht den Superstar, gewann. Im Januar 2024 sagte Campbell alle seine Konzerte ab und gab an, unheilbar krank zu sein. Er starb am 25. März 2024 im Alter von 66 Jahren in einem Hospiz in Dronten an einer Krebserkrankung.